# Dinah Maria Mulock
Dinah Maria Mulock (znana również jako Dinah Maria Craik, Miss Mulock oraz Mrs. Craik; ur. 20 kwietnia 1826 w Stoke-on-Trent, zm. 12 października 1887 w Shortlands) – brytyjska pisarka i poetka.

## Wybrana twórczość
- John Halifax (ang. John Halifax),
- Królewicz i wróżka (ang. The Little Lame Prince and His Travelling Cloak),
- Miss Tommy (ang. Miss Tommy),
- Pani i służąca (ang. Mistress and Maid),
- Stara panna,
- Synowa pastora Garlanda[1][2].

## Źródła zewnętrzne
- Twórczość Dinah Marii Mulock w Projekcie Gutenberg
- Dinah Maria Mulock – dzieła w bibliotece Polona